# Antonio Alos Moreno
Pour les articles homonymes, voir Alos et Moreno.
Antonio Alos (1912-1980) est un sculpteur espagnol. Il a été dans le domaine culturel et artistique, l'une des personnalités parmi les plus marquantes de l'exil républicain espagnol[réf. nécessaire], et sans nul doute[non neutre], une figure de l'art toulousain du XXe siècle. Il est le père d'Antoine Alos dit Tony Alos (Médaille d'or 1976 Meilleur Ouvrier de France) et le grand-père de Sébastien Alos.

## Biographie
Antonio Alos (de son vrai nom : Antonio Alos Moreno), est né en 1912 puis rectifié au 30 septembre 1914 à Gata de Gorgos (Espagne). Fils de sculpteur, il ne dévoilera ses origines aristocratiques qu'en 1980, peu avant sa mort.
Antonio Alos étudie la sculpture à l'école des Beaux-Arts de San Carlos à Valencia. Il se réfugie en France en 1939 pour fuir le régime franquiste. Réfugié républicain espagnol, puis résistant en Dordogne. Durant la Seconde Guerre mondiale, il fut membre de la guérilla des Forces françaises de l'intérieur (FFI).
Puis très vite, il se lie d'amitié pour le musicien et poète catalan Pau Casals et pour Carlos Pradal (peintre espagnol réfugié comme lui). Pau Casals lui présente le sculpteur Aristide Maillol (nus du jardin des Tuileries - Paris).
Dès la fin des années 1940, Antonio Alos participe aux expositions collectives des artistes exilés à Toulouse et à Paris. Bien qu'il sculptait la pierre, le bronze et le bois faisaient partie de ses matériaux de prédilection (Buste de Pau Casals, bronze du Crieur, Las Huerdes et le Uno mas pour le bois). Il a participé au nouveau courant artistique du XXe siècle : expressionnisme (Le crieur de la Dépêche et des nus, l'adolescente), classicisme et primitivisme. À mi-chemin entre Bourdelle et Milo...
Après la guerre (39-45), les camps de Rivesaltes, Barcares et la résistance en Dordogne, il s'installe à Mazamet dans le Tarn. Il y crée l'entreprise Alos Marbrerie, sculpture et taille de pierre.
Il est mentionné dans divers ouvrages dont :
- Le dictionnaire des Toulousains...
- Les artistes de l'exil...
- Toulouse et les artistes espagnols de l'exil...
- et de multiples fois dans des articles de « La Dépêche du Midi »

Il y crée la fameuse 'Galerie Alos' (au 286 route de Revel) : le Centre Culturel de l'Art Présent, où exposent de nombreux artistes.
Dès l'année 1974, Carlos Pradal y expose en permanence, André Chabot, Michel Harchin, Claude Picard en 1979 puis un peu plus tard Serge Sallan, les peintres Maya, Agüero, Pelayo, ..., Doisneau qui lui offrit le fameux Picasso aux mains de blé (photo dédicacée et signée) et toujours Pradal qu'il compte parmi ses amis.
Il est le père du sculpteur Tony Alos (meilleur ouvrier de France 1976) et le grand-père de Sébastien Alos (sculpteur amateur autodidacte).

## Œuvres
1974 : il fonde le Centre Culturel de l'Art Présent à Montaudran. Il devient alors mécène des artistes espagnols en exil. 
1977 : exposition de peintures 'Los Pintares espagnoles de Toulouse'
1978 : il use de sa notoriété pour appuyer les démarches afin que le nom de Pau Casals soit donné à une rue de Toulouse. À cette occasion, il présente une exposition en hommage au grand violoncelliste et poète. Il réunit de grandes signatures du monde artistique espagnol et français ainsi que de grands noms de la politique.
1979 : exposition de peintures 'Réalismes et Imageries' aux Galeries Alos.
1984 : exposition de peintures et de sculptures 'salon des Armées' Galeries Alos.
- Ses réalisations les plus connues sont :
  - La Vierge d'Hautpoul (proche de Mazamet).
  - Le chemin de croix dans l'église de Mazamet.
  - L'Adolescente, Mazamet.
  - La Vénus (passage de la vie à la mort), cimetière de Saint-Orens.
  - Françoise (collection privée)
  - Le patineur, rond-point de Grenade-sur-Garonne.
  - Le crieur, devant 'la Dépêche du midi' Toulouse Mirail[1].
  - Le buste de Lartet
  - Le buste de Castros (jardin ortholan à Auch.  Œuvres de 1957 en granit gris du Cidobre
  - Tête de Tony (inachevée lors de la photo une des deux seules albâtres)
  - Sa 'Vénus'
  - Uno Mas (Christ aux mains liées, bois), 1,20 m
  - Las Hurdes (Tête de pleureuse, bois), 40 cm
  - Un des deux 'Michel Simon' 30 cm
  - Le Chat, 1977, 40 cm socle bois
  - Buste de Tony en albâtre poli une fois achevé
  - Bas-relief représentant Picasso, en marbre de Carrare.
  - Pau Casals, marbre du Portugal
  - 'El Padre Canut'
  - le linteau de la cheminée[2].
  - Athéna, 1974, en marbre rouge du Portugal
  - Le Cadenas en albâtre
  - Le Groupe ou le Torrent (déclaré volé)
  - Autre collection privée : le Torse (Marbre), l'Athlète (bronze), Françoise (marbre), ... el Padre Canut[3]. Le cadenas en albâtre... exposé aux Jacobins de Toulouse en 2010
  - Auch. Buste de Guillaume du Bartas. Marbre de 1971.

dont les photos sont sur le site officiel
- 1947 : 1er exposition de l'Art espagnol en exil, Chambre de commerce de Toulouse
- 1948 : Art espagnol en exil, Galerie La Boétie, París
- 1952 : 2e exposition de l'Arte español en exil, Chambre de commerce de Toulouse
- 1956 : 17e Salon des Artistes Occitans, Toulouse
- 1958 : 3e exposition de l'Art espagnol en exil, Palais des Beaux-Arts de Toulouse
- 1959 : Galerie de la Bibliothèque Municipale de Mazamet
- 1960 : 20e Salon des Artistes Occitans, Toulouse
- 1960 : Galerie du Taur, Toulouse
- 1962 : 23e Salon des Artistes Occitans, Palais des Arts de Toulouse
- 1962 : Saint-Amans, Mazamet
- 1966 : Salon d’art libre, Mazades
- 1970 : 7 Artistes au Centre Culturel de Mazades
- 1970 : Galerie Las Candellos, Toulouse
- 1976 : 37e Salon des Artistes Occitans à Toulouse
- 1977 : Galerie Alos, exposition : Les peintres espagnols de Toulouse
- 1979 : 22e Salon des Artistes Peintres Indépendants du Midi, Tournefeuille
- 1979 : 57e Salon des Artistes Méridionaux, Toulouse
- 1979 : Centre Culturel Saint-Martial : Hommage à Pau Casals, Toulouse.
- 1979 : Maison Fuziès, Mazamet
- 1980 : Salon des Méridionaux, Toulouse
- 1980 : 42e Salon des Artistes Occitans à Toulouse

Après son décès
- 2002 : Biennale de la Sculpture à Blagnac
- 2006 : Exposition des artistes républicains espagnols à Ramonville
- 2006 : Exposition des artistes républicains espagnols de notre région à Albi
- 2006 : Création de son site officiel par son petit fils Sébastien ALOS (Artiste comme lui)
- 2010 : Exposition Toulouse et les artistes espagnols de l'exil Toulouse
- 2011 : Exposition Toulouse (Avec les Archives municipales.)Toulouse
- 2012 : Exposition à Mazamet Mazamet
- 2013 : Exposition à Toulouse
- 2016 : Exposition à Toulouse (CTDEE)